# VERITAS (комплекс телескопов)
VERITAS (англ. Very Energetic Radiation Imaging Telescope Array System) — наземный комплекс телескопов, состоящий из четырёх 12-метровых оптических телескопов-рефлекторов. Используется в гамма-астрономии в диапазоне энергий фотона порядка ГэВ — ТэВ. VERITAS использует черенковские телескопы для обнаружения гамма-излучения путём наблюдения за атмосферными ливнями, вызываемыми этим излучением. Конструкция телескопов основана на 10-метровом гамма-телескопе обсерватории Уиппла и состоит из массива черенковских телескопов, развёрнутых таким образом, чтобы обеспечить наибольшую подвижность и предоставить наивысшую чувствительность в диапазоне энергий от 50 ГэВ до 50 ТэВ. Обсерватория дополняет космический гамма-телескоп Ферми благодаря большой площади зоны сбора данных и более широкому диапазону энергий детектируемых частиц. Строительство обсерватории было завершено в 2007 году.

## Технические характеристики
VERITAS представляет собой массив из четырёх 12-метровых черенковских телескопов, удалённых друг от друга приблизительно на 100 метров. Использование массива телескопов позволяет проводить стереоскопические наблюдения. Такие наблюдения позволяют установить форму атмосферного ливня, что в свою очередь даёт возможность точно устанавливать направление прихода частиц и их энергию. Высокое угловое разрешение обеспечивается поиском на каждом из телескопов центральной оси, вдоль которой распространяется ливень, и отслеживанием этих осей до точки их пересечения. Пересечение этих осей — направление на источник гамма-излучения. Каждый телескоп наблюдает атмосферные ливни в определённой области, что позволяет найти источник ливня.
Каждый телескоп имеет апертуру 12 метров, 350 зеркал на каждой антенне и поле зрения 3,5 градуса. Телескопы построены по оптической схеме Дэвиса-Коттона, в которой используется сферический отражатель. Телескопы, использующие данную оптическую схему легко собирать и выравнивать. Эта схема вызывает небольшой (примерно 4 наносекунды) разброс по времени прихода сигнала. Камера каждого телескопа имеет 499 фотоэлектронных умножителей. Телескопы комплекса VERITAS, как и другие черенковские телескопы, наиболее чувствительны для космических лучей высоких энергий. Диапазон чувствительности составляет от 85 ГэВ до более чем 30 ТэВ. Разрешающая способность телескопа по энергии и углу зависит от энергии падающего гамма-луча. Так, например, при энергии 1 ТэВ разрешающая способность телескопа по энергии составляет приблизительно 17 %, а по углу — 0,08 градусов. Эффективная площадь массива составляет 100 000 м2.
Чтобы отличать полезные данные (атмосферные ливни от гамма-лучей) от шума (адронных ливней, звёздного и лунного света, мюонов), VERITAS использует трёхуровневую систему триггеров. Первый уровень — дискриминатор на каждом пикселе, использующем дискриминатор постоянной задержки. Второй уровень — триггер выбора шаблона, который отбирает только вызванные фотонами атмосферные ливни, имеющие компактную форму и случайно распределённые фоновые пульсации. Третий уровень — массив триггеров, которые ищут совпадения на разных телескопах.
Черенковское излучение, произведённое космическими лучами в верхних слоях атмосферы очень слабое, поэтому наблюдения на VERITAS могут вестись только ясной безлунной ночью. Это сокращает время наблюдений до 70—100 часов каждый месяц с сентября по июнь. Муссонный климат делает невозможным работу комплекса телескопов июля по август.

## История

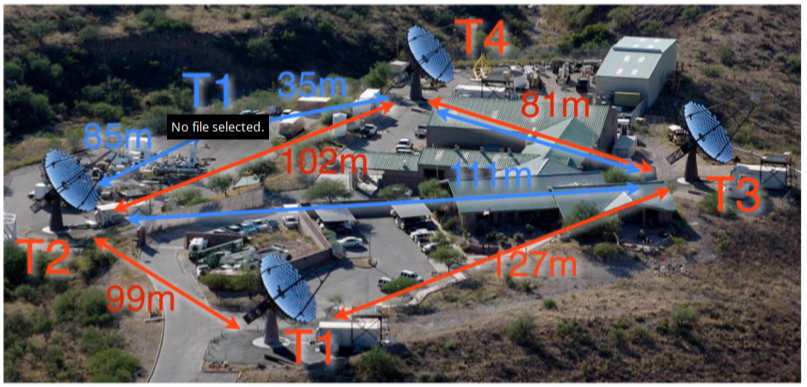
Расположение телескопов VERITAS до и после перемещения

Комплекс VERITAS был построен в качестве черенковского телескопа нового поколения в западном полушарии. Изначально он задумывался как массив из семи телескопов, но построено было только четыре. Устройство телескопов было основано на действующем 10-метровом телескопе Уиппл, расположенном в обсерватории имени Уиппла, однако имело значительные улучшения отражающей оптики, эффективности улавливания света, сигнальных цепей и записывающей электроники. Это был важный шаг от предыдущего поколения телескопов, таких как телескоп Уиппл, HEGRA и черенковский атмосферный телескопе CAT.
После успеха первого телескопа, в январе 2007 была завершена постройка остальных трёх и 27—28 апреля 2007 заработали все четыре телескопа комплекса. Изначально телескопы № 1 и 4 были построены всего в 35 метрах друг от друга, и из-за этого практически дублировали друг друга. Летом 2009 телескоп № 1 в целях улучшения чувствительности был передвинут на новое место. После передвижения чувствительность массива выросла на 30 %, что на 60 % уменьшило время обнаружения источников гамма-излучения. Более того, летом 2012 года все камеры фотоэлектронных умножителей были заменены на более эффективные, что снова улучшило чувствительность, особенно у нижней границы измерительного диапазона.

## Вклад в науку

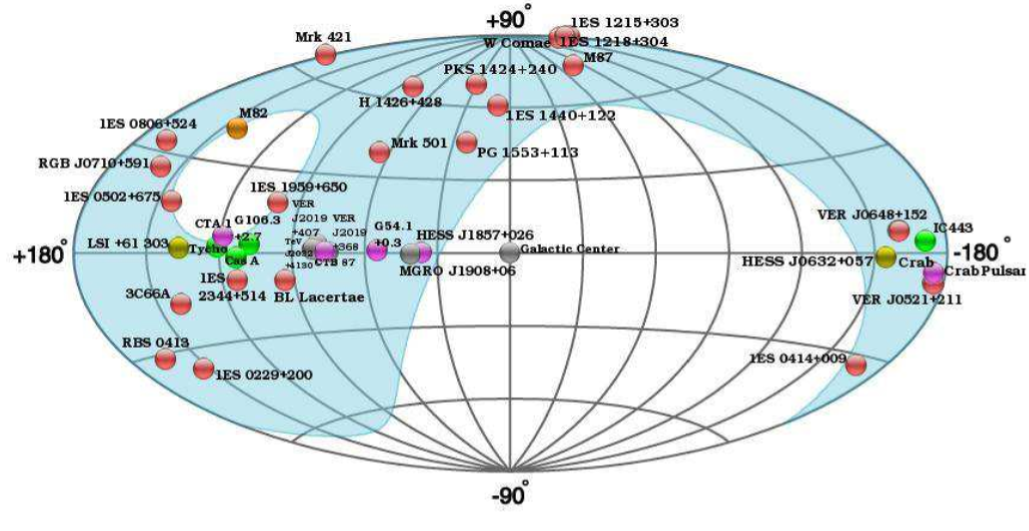
Все галактические и внегалактические источники гамма-излучения, обнаруженные VERITAS (на 2011 год)

Наблюдения космического излучения на VERITAS позволили тщательнее изучить астрономические объекты, испускающие высокоэнергетическое излучение, такие как:
- Остатки сверхновых
- Пульсары
- Шаровые звёздные скопления
- Активные ядра галактик
- Тёмная материя
- Гамма-всплески
- Космические лучи неопределённого происхождения

Изучение этих объектов продолжается с 2008 года и с тех пор было сделано немало важных научных достижений. В первый год работы VERITAS обнаружил два новых источника ТэВ-частиц, а также произвёл подробные исследования остатков сверхновых.
С 2007 до 2011 года VERITAS проводил наблюдения за Крабовидной туманностью. Были обнаружены гамма-кванты с энергией, превышающей 100 ГэВ, не согласовавшиеся с теоретической моделью пульсаров.
Большое количество времени (примерно 400 часов в год) тратится на наблюдения за примерно 128 активными ядрами галактик. Идентифицировано множество блазаров, а также выполнено глубокое исследование уже известных источников.
Также VERITAS имеет обширную программу по исследованию тёмной материи, в ходе которой проводится поиск косвенных следов гамма-лучей очень высоких энергий, которые должны возникать при аннигиляции частиц тёмной материи. Большая часть этих поисков проводится в галактическом центре и в карликовых спиральных галактиках.

## Коллаборация
VERITAS поддерживается министерством энергетики США, национальным научным фондом, Смитсоновским институтом, канадским Советом по естественным наукам и инженерным исследованиям (NSERC), научным фондом Ирландии (SFI), Исследовательским советом физики частиц и астрономии (PPARC).
Коллаборация состоит из нескольких участников и других сотрудничающих учреждений.

### Участники
- Смитсоновская астрофизическая обсерватория
- Университет Пердью
- Университет штата Айова
- Университет Вашингтона в Сент-Луисе
- Чикагский университет
- Университет Юты
- Калифорнийский университет в Лос-Анджелесе
- Университет Макгилл
- Университетский колледж Дублина
- Лидский университет

### Сотрудничающие учреждения
- Планетарий Адлера
- Аргоннская национальная лаборатория
- Барнард-колледж
- Колумбийский университет
- Университет Де Паува[англ.]
- DESY
- Гриннеллский колледж
- Технологический институт Джорджии
- Калифорнийский университет в Санта-Крузе
- Айовский университет
- Амхерстский массачусетский университет[англ.]
- Технологический институт Корка[англ.]
- Технологический институт Голуэя и Мейо[англ.]
- Ирландский национальный университет в Голуэе